# 1529 Отерма
1529 Отерма (1529 Oterma) — астероїд головного поясу, відкритий 26 січня 1938 року.
Тіссеранів параметр щодо Юпітера — 2,998.